# Фогель, Артур Иванович
Арту́р Ива́нович Фо́гель (нем. Arthur Leohard Oskar Vogel; 1877, Дерпт — 16 августа 1948, Омск) — советский врач.

## Биография
Родился в Дерпте 9 (21) июня 1877 года в семье купца. После смерти отца (1880) торговое дело было ликвидировано; мать (Каролина Доротея, урожд. Голдман) содержала семью за счёт арендной платы от сдачи в наём нескольких квартир в их доме.
По окончании Юрьевской (бывшей Дерптской) гимназии (1896) он поступил на медицинский факультет Юрьевского университета (окончил его в 1901); с 3 курса совмещал учёбу и работу в акушерской поликлинике и госпитальной хирургической клинике у профессора В. Г. Цеге фон Мантейфеля.
После окончания университета, с 1902 года под руководством хирурга А. Бергмана работал ассистентом в хирургическом отделении Рижской городской больницы. Уже в 1903 году Фогель успешно провёл операцию ушивания раны на сердце пострадавшего человека, одну из первых подобного рода в России и 37-ю в мире (из известных по медицинской литературе). Вскоре он перешёл в гинекологическое и родильное отделение той же больницы.
В октябре 1904 года, во время русско-японской войны, отправился на фронт в качестве врача Либавского отряда Красного Креста, год работал заведующим хирургическим отделением отряда в Харбине. С января по июль 1906 года находился в Германии; повышал квалификацию в клиниках Бергмана, Гильденбрандта, Керта, Хоффа (Берлин), Краске, Кренига, Килиана (Фрейбург).
С сентября 1906 по ноябрь 1908 года заведовал хирургическим отделением в заводской больнице Русско-бельгийского металлургического общества в городе Енакиево Екатеринославской губернии. 
С января 1909 года — главный врач и хирург Омской городской больницы (избран по конкурсу из 125 претендентов на должность). К этому времени больница насчитывала 95 коек, три отделения (инфекционное, терапевтическое, венерологическое); чуть позже Фогель открыл хирургическое отделение, а в 1910 году здесь появился рентгеновский кабинет. В здании больницы был проведён капитальный ремонт, для больных устроены тёплые туалеты, построены отдельные перевязочная и стерилизационная комнаты. В 1911 году вся больница была электрифицирована, при ней открылась первая городская аптека. В период 1909—1927 годов в больнице было проведено 16 тыс. операций, 10 785 из них — Фогелем. Главным врачом городской больницы А. И. Фогель оставался до 1923 года, когда сохранил за собой (до 1932 года) только должность заведующего хирургическим  отделением.
Кроме того, в 1915 году Фогель организовал собственную хирургическую больницу на 12 коек, для чего купил в Омске два дома на Тобольской улице. После перестройки помещений здесь разместилось 30 коек. В июне 1920 года больница перешла под управление Сибирского управления здравоохранения, получив название «Образцовая хирургическая больница при Сибздраве» (однако 10 коек оставались за Фогелем). При организации Омского медицинского института в 1921 году Фогель был избран заведующим кафедрой оперативной хирургии, в качестве консультанта участвовал в организации институтских клиник. В 1922 он пытался получить эстонское гражданство: в Эстонии жили его мать и сестры Ванда и Элен. В 1923 году лечебница была ниционализирована и перешла в ведение Губздрава, позже Горздрава; в 1930 году передана в ведение Омского городского комитета Российского общества Красного креста (РОКК). 
С 1926 года Фогель также консультировал в физиотерапевтической лечебнице здравотдела Омской железной дороги, а с 1934 года — в областной лечебной комиссии. Он состоял членом Президиума городского комитета РОКК (1934—1935), Пленума областного комитета РОКК (с 1936); заместителем председателя хирургической секции (1932) и заместителем председателя (1934) Общества социалистического здравоохранения. 
В период массовой эмиграции немцев в Канаду в конце 1920-х гг. Фогель пользовался особенно большой популярностью, так как для выезда из СССР требовалось иметь медицинское свидетельство на всех членов семьи.
Фогель также поддерживал контакты с лютеранской общиной Омска. По просьбе представителей общины в 1925 году на его квартире жил генерал-суперинтендент Московской лютеранской консистории Т. Ф. Мейер. В 1926 году здесь останавливались пасторы, командированные консисторией в Сибирь, среди них — Ф. И. Мерц. 
В октябре 1938 года он был арестован по обвинению в шпионаже в пользу Германии и Эстонии (поскольку был знаком с посетившим в 1925 году Омск консулом Германии в Сибири В. Гросскопфом), содержался в Омской тюрьме. Выездная сессия Военного трибунала Сибирского военного округа 26 августа 1939 приговорила Фогеля к расстрелу; однако 5 января 1940 года определением Военной коллегии Верховного суда СССР дело было прекращено за недостаточностью собранных улик и он вскоре был освобождён.
В годы Великой Отечественной войны Фогель приложил немало сил для спасения раненых; был удостоен медали «За доблестный труд в Великой Отечественной войне 1941—1945 гг.». Последние годы жизни заведовал хирургическим отделением больницы Ленинского района Омска.
Умер в Омске 16 августа 1948 года.

## Семья
Был трижды женат: первый брак с 1906 года на Валерии Павловне Степановой, овдовел в 1912; второй — с 1920 года, развёлся в 1931. От второго брака имел дочь Эрику (13 июля 1920 — ?); после развода приобрёл для семьи дом в Крыму; в третий раз женился в Омске на своей ученице Екатерине Николаевне Андроновой. Екатерина Николаевна была награждена  26 октября 1945 года орденом Красной Звезды за эвакуацию раненых во время войны, и при повторном аресте  А. И. Фогеля, именно этот факт помог избежать его расстрела.